# Trescore Balneario
Trescore Balneario là một đô thị ở tỉnh Bergamo, vùng Lombardia, Italia. Đô thị này có diện tích 13,31 km2, dân số là 9205 người.